# Spundwand

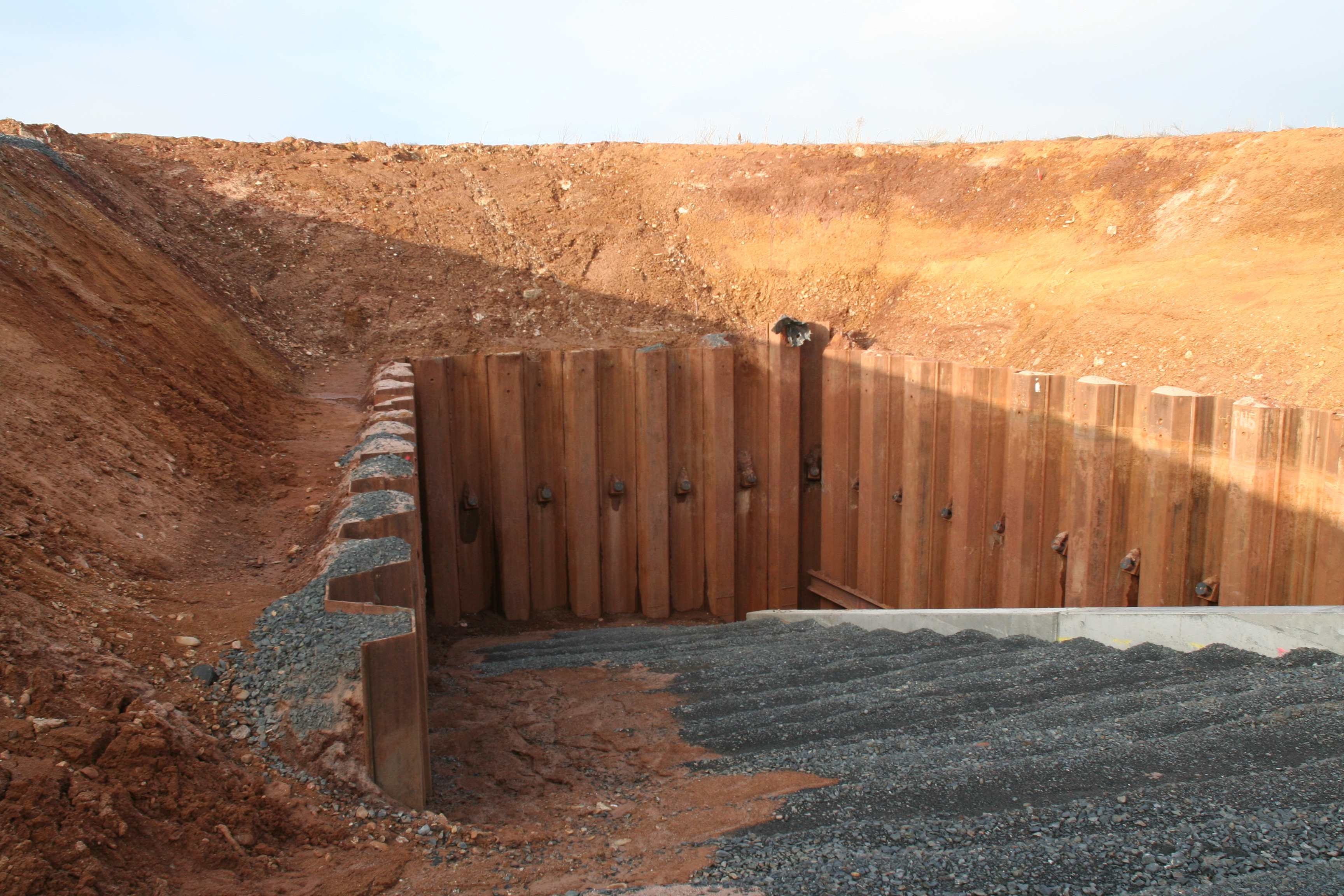
Rückverankerte Spundwand

Eine Spundwand ist ein Verbau zur Sicherung von Baugruben oder Geländesprüngen, der zugleich eine Dichtungsfunktion übernehmen kann. In manchen Fällen werden Spundwände auch nur für die Abdichtung gegen Wasser oder für eine Immobilisierung von Schadstoffen durch Umschließen von kontaminiertem Erdreich gebaut. In der Regel werden Spundwände aus Baustahl hergestellt.

## Herstellung und Funktionsweise

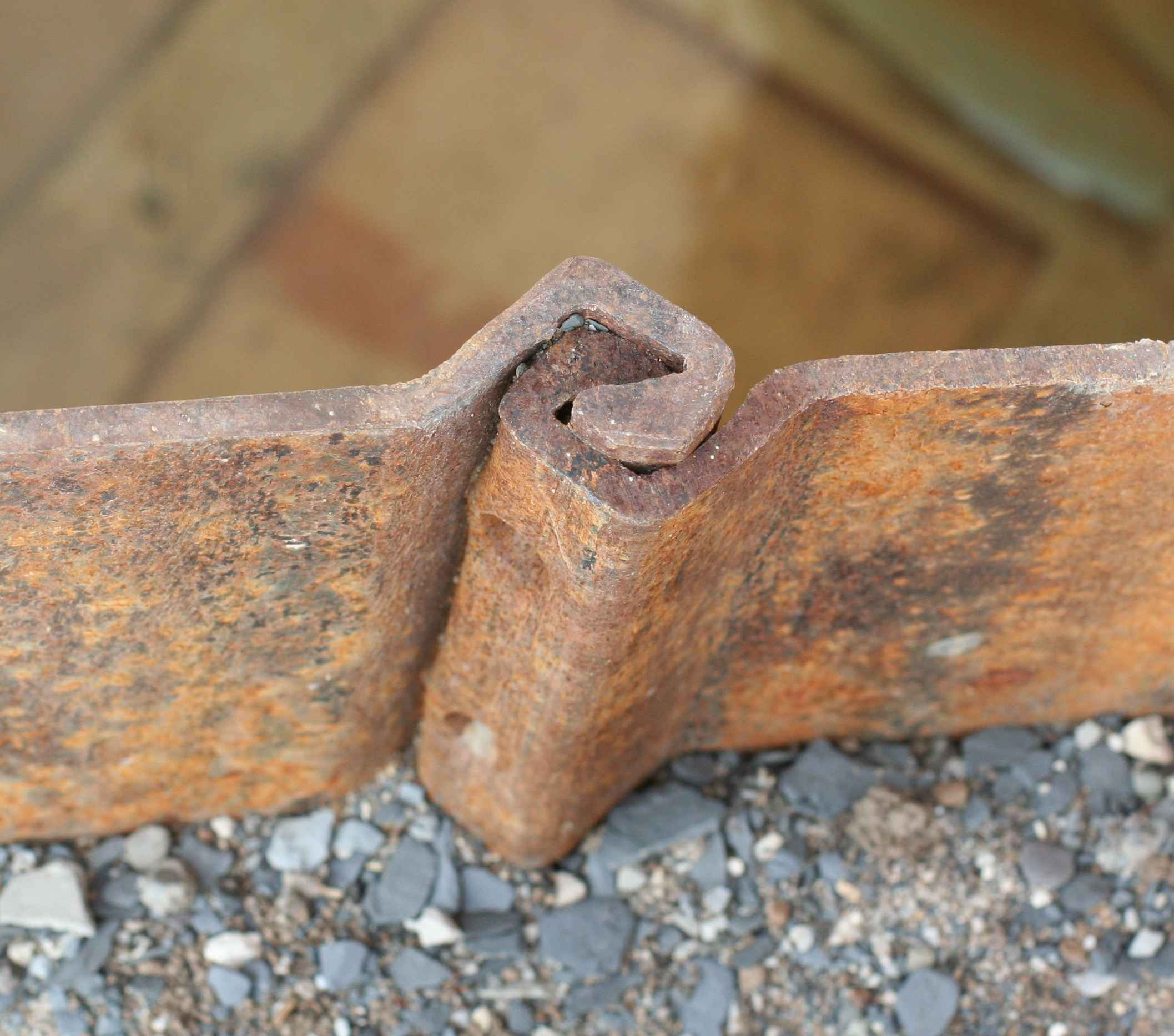
Schloss einer Spundwand

Eine Spundwand besteht aus einzelnen Profilen (Spunddielen oder Spundbohlen genannt), die meist in den Boden gerüttelt (vibriert), gerammt oder gepresst werden. Dazu kommen spezielle Baumaschinen mit Mäkler zum Einsatz, an die die entsprechenden Rammen, Rüttler oder Pressen angebaut werden können. Mit diesen Maschinen ist es auch möglich, Spundbohlen zur Wiederverwendung aus dem Boden herauszuziehen.
Die Dielen bestehen zumeist aus Stahl, können in Ausnahmefällen aber auch aus Stahlbeton, Kunststoff oder Holz sein. Die einzelnen Dielen sind miteinander durch ineinander greifende Schlösser (Nut und Feder) verbunden, so dass eine zusammenhängende Wand entsteht. Beim Einbauen wird jede Diele durch das Schloss der zuletzt gesetzten Diele geführt und mit ihr formschlüssig verbunden. Eine vollständig wasserdichte Verbindung wird entweder mit in die Schlösser eingelegten Kunststoffdichtungen oder durch nachträgliches Verschweißen erreicht.

### Werkstoffe
Für warmgewalzte Stahlspundwände werden Stähle nach EN 10248 verwendet:
- S240GP (1.0021)
- S270GP (1.0023)
- S355GP (1.0083)
- S430GP (1.0523)

Seltener werden Spundbohlen kaltgeformt. Dann werden Stahlgüten bzw. Stahlsorten nach EN 10249-1, Juni 1995 verwendet:
- S235R bzw. S 235 JRC (1.0120)
- S275JR bzw. S 275 JRC (1.0128)
- S355JR bzw. S 355 JOC (1.0551)

Ein besonderer Korrosionsschutz ist explizit nicht vorgesehen. Es wird eine Abtragsrate in Luft und Boden von ca. 0,01 mm/Jahr und in Süß- und Meerwasser von ca. 0,03 mm/Jahr angenommen. Genaue Werte für die Bemessung sind in der EN 1993-5, Kapitel 4.4 festgelegt.

### Profile

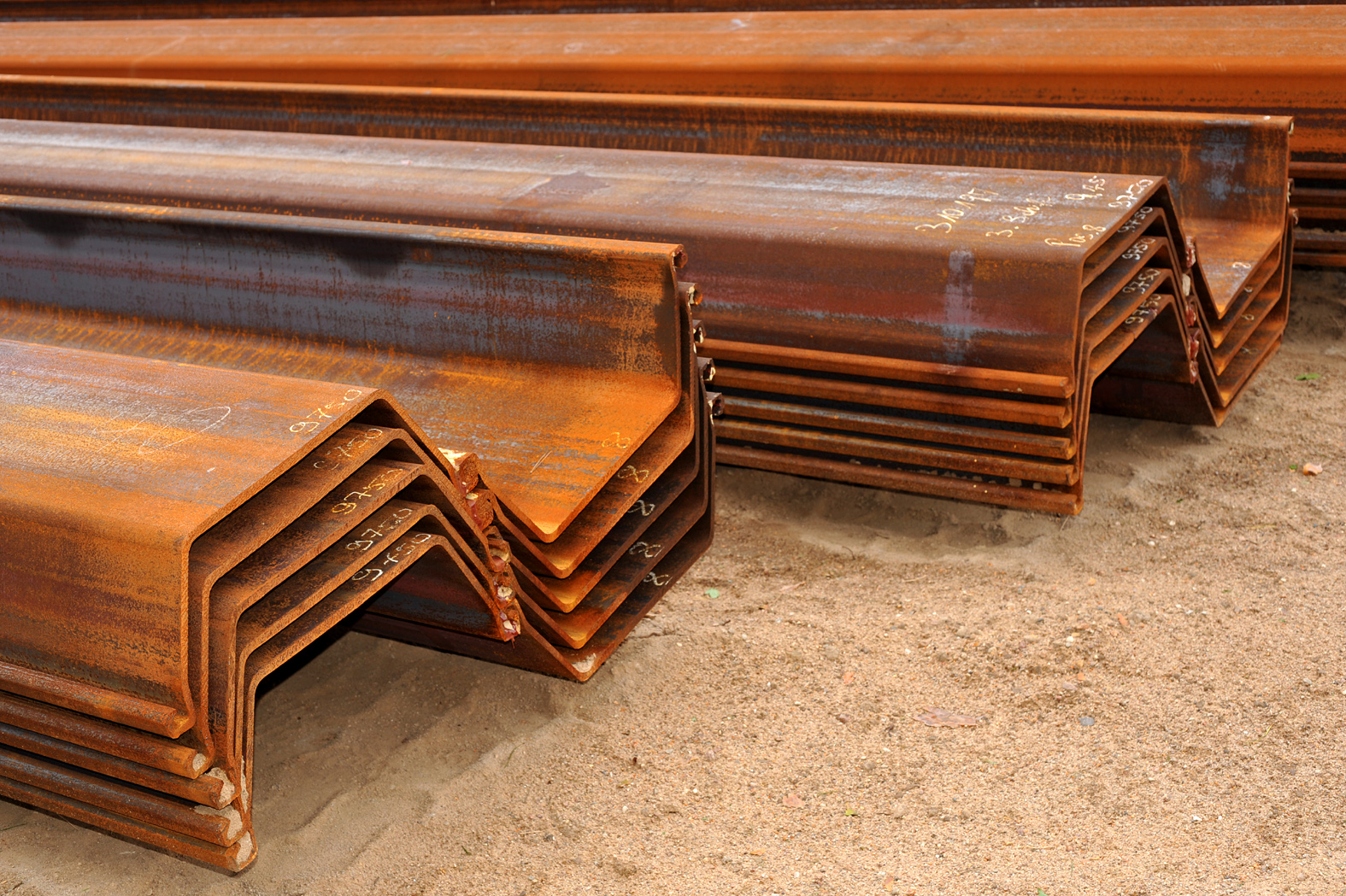
Gestapelte Spundwandelemente, paarweise gefügt

Spundwandprofile unterscheiden sich in ihrer Form und Materialstärke. Am bekanntesten sind Leichtprofile (Hoesch, Krupp), Tafelprofile (Hoesch, Larssen, Krupp), Z-Profile (Krupp, Hoesch, Peiner, Arbed) und I-Profile (Arbed- oder Peiner-Kastenspundwand). Mit den Spundwandprofilen verwandt sind Kanaldielen. Diese haben jedoch kein ineinandergreifendes, dichtes Schloss und sind daher nicht für Abdichtungsaufgaben geeignet.
Die gängigen Profile sind in Längen von ca. 6 m bis 30 m lieferbar.

Larssen-Profil

### Statik

Hoesch-Profil

Im einfachsten Fall wird eine Spundwand nur durch eine entsprechend tiefe Einspannung im Untergrund gehalten, was dem statischen System eines Kragträgers entspricht. Dabei muss berücksichtigt werden, dass die Spundwand erheblich länger sein muss als die Aushubtiefe. Eine eingespannte Spundwand verformt sich aber sehr. Deshalb ist diese Bauweise nur möglich, wenn die Verformung nicht zu Schäden führt. Dann ist, auch ab einer gewissen Höhe der Wand, eine zusätzliche Abstützung erforderlich. Dies erfolgt durch baugrubenseitige horizontale Gurte, die dem System zusätzliche Auflager verleihen. Die Gurte werden entweder gegeneinander abgestützt oder mit Verpressankern im Erdreich rückverankert. Es ist auch möglich, die Gurte durch schräge Streben auf die Baugrubensohle abzustützen. Dabei wird allerdings relativ viel (oft nicht vorhandener) Platz beansprucht.

### Verankerung
Es gibt viele unterschiedliche Bauarten und Bauformen von Spundwandverankerungen. Unterschieden werden horizontale oder leicht geneigte Verankerungen an rückwärtigen Ankerwänden in ausreichendem Abstand (Berechnung der tiefen Gleitfuge), schräg gerammte oder gebohrte Pfähle, die in der Regel durch Zement- oder Betoninjektionen rückverankert werden. Bei einem Fangedamm, welcher als Kaizunge ins Wasser gebaut wird, können die beiden Wände gegeneinander verankert werden. In der Regel werden hierfür Rundstahlanker verwendet.
Die Ankerstäbe können unterschiedlich an der Spundwand befestigt werden. Eine Möglichkeit ist der Einzelanschluss jeder Spundbohle. Häufiger wird eine Gurtung, bestehend aus zwei U-Profilen, welche über Abstandshalter miteinander verschweißt sind, an der Spundwand befestigt. Dieses steife Bauteil dient gleichzeitig zur Ausrichtung der Wand. An diesem Gurt können die Verankerungen über Platten und Muttern verschraubt werden. Wegen der auftretenden großen Belastungen werden die Gewinde der Spundwandanker in der Regel aufgestaucht, so dass diese höhere Kräfte als die Rundstäbe selbst aufnehmen können. Gelenke an den Anschlusspunkten verhindern, dass Biegemomente zu Überlastungen führen. Bei hohen Kaimauern kann es notwendig sein, auch mehrere Ankerlagen in verschiedenen Höhen vorzusehen.

## Einsatzgebiete

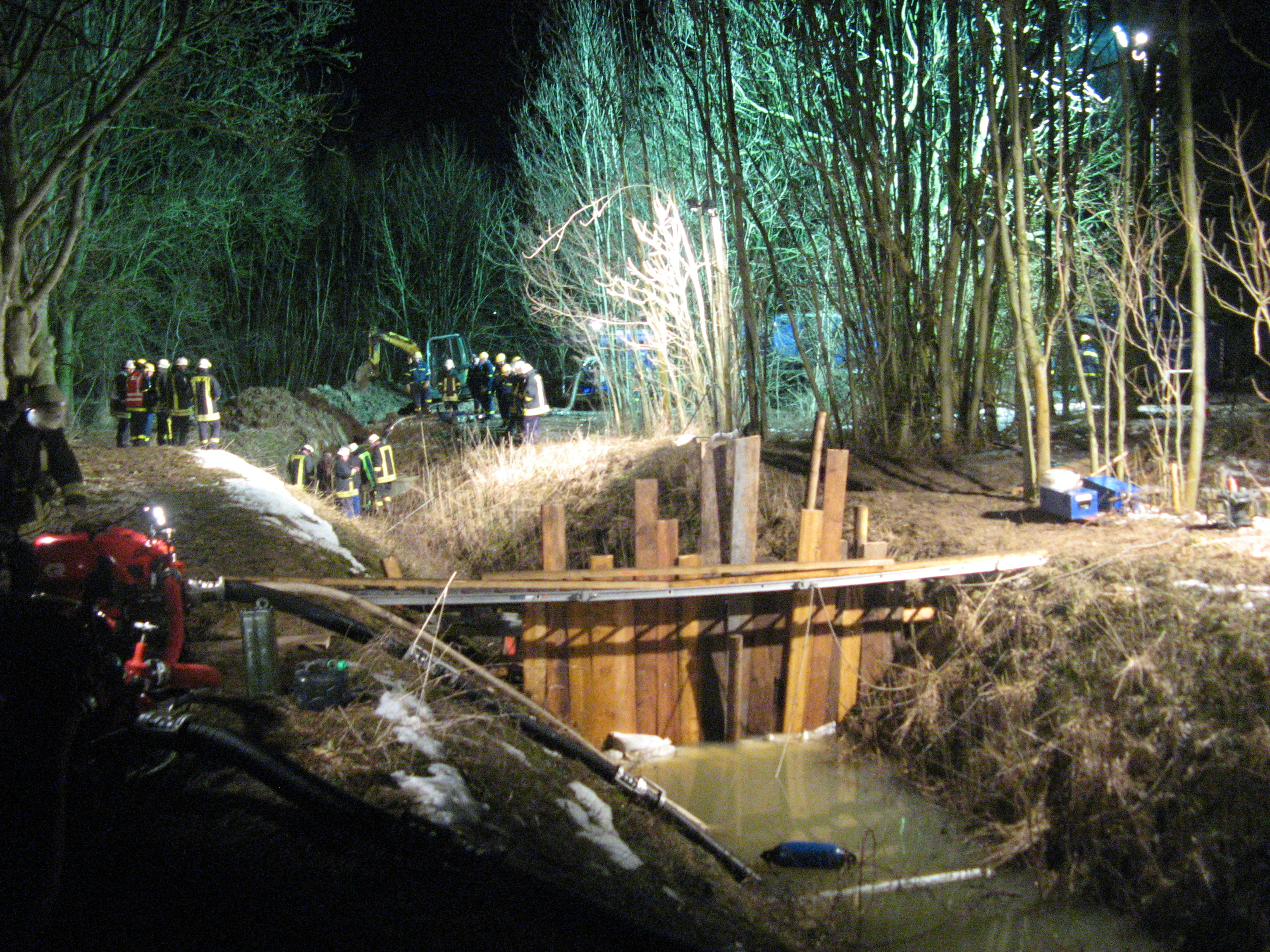
Behelfsmäßige Spundwand ohne Schloss des THW beim Hochwassereinsatz in Meddewade, aus Holz

Haupteinsatzgebiet ist die Sicherung von Baugruben in Gebieten, wo das Platzangebot keine Böschung zulässt, oder eine Abdichtung gegen drückendes Wasser erforderlich ist (siehe Gründung (Bauwesen), Bauwerksabdichtung#Abdichtung bei drückendem Wasser).
Hier werden Spundwände als temporäre Sicherungsmaßnahmen eingesetzt, die nach Abschluss der Bauarbeiten und dem Hinterfüllen der Baugrube wieder gezogen werden können.
Spundwände aus Stahl können praktisch wasserdicht hergestellt werden. Es ist möglich, in einer von Spundwänden umschlossenen Baugrube (Spundwandkasten) auch unter dem Grundwasserspiegel zu arbeiten. Nach unten hin wird die Baugrube entweder durch einen natürlicherweise dichten Boden oder eine Betonplatte (Unterwasserbetonsohle) abgedichtet. Ebenfalls ist es mit einer Wasserhaltung möglich, das Grundwasser in der Baugrube temporär abzusenken.
Spundwände werden neben dem zeitlich begrenzten Einsatz als Verbau auch dauerhaft als Bauelemente im Wasserbau für Kaimauern, Schleusenwände, Kanäle (Wasserlauf mit künstlich hergestelltem Gewässerbett), Molen und Hafenbecken, sowie zum Hochwasserschutz eingesetzt.
Spundwände zählen zu den „weichen Verbauarten“ („weich“ heißt: Je nach Tiefe müssen in gewissen Abständen Rückverankerungen oder Aussteifungen eingebracht werden; siehe auch Baugrube#Baugrubenverbau).
Sie sind nicht geeignet, wenn Setzungen von Nachbarbauwerken außerhalb der Baugrube zu Schäden führen könnten, wie z. B. im innerstädtischen Bereich.

## Kombiwand

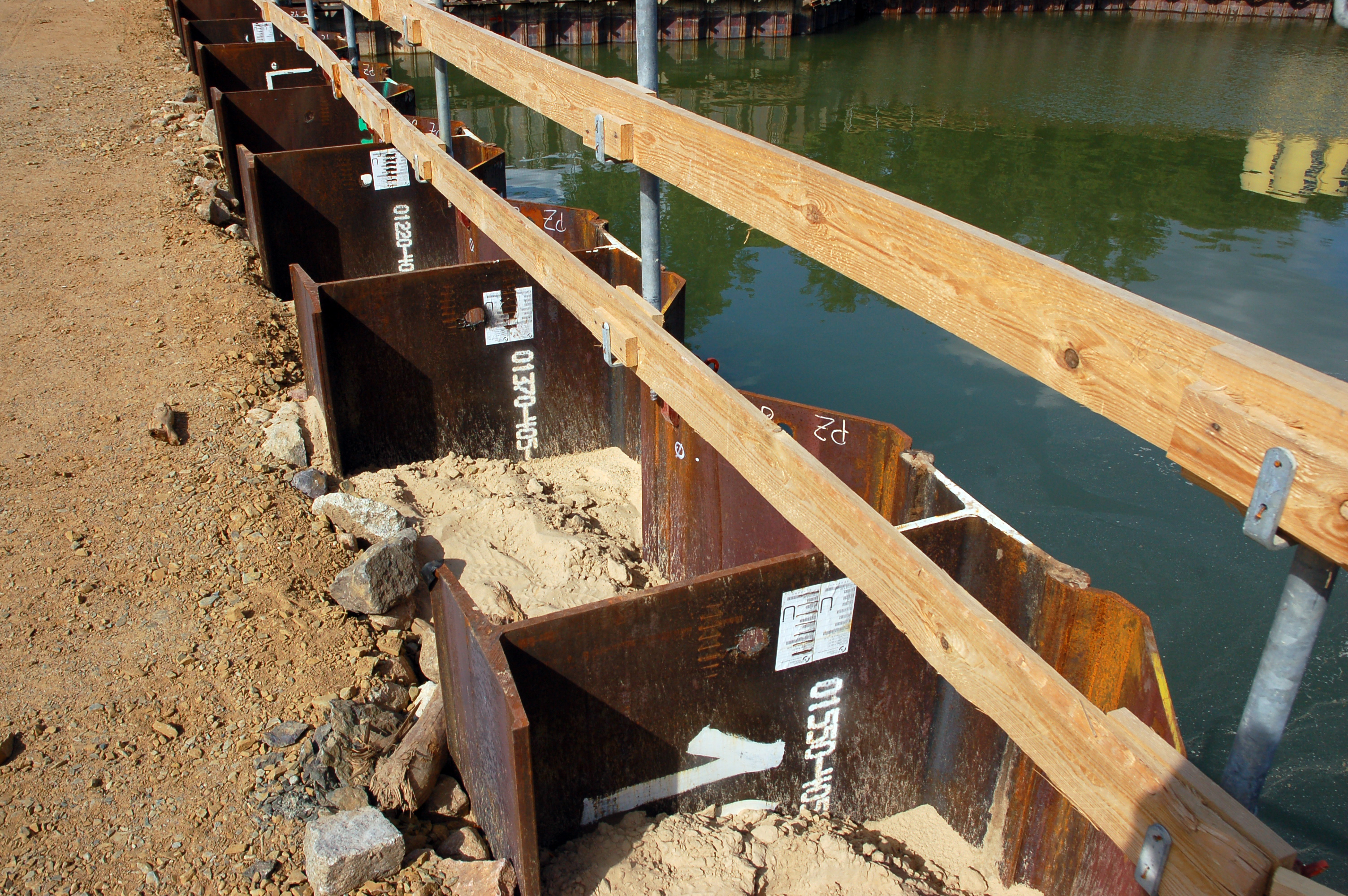
Kombiwand aus I-Profilen und Spundbohlen zur Ausfachung

Eine besondere Bauform für Spundwände sind Kombiwände. Um die Steifigkeit der Verbauwand zu erhöhen, werden in regelmäßigen Abständen I-Profile als Tragbohlen in den Boden eingebracht und die Zwischenräume mit herkömmlichen Spundwandbohlen ausgefacht. Die Tragbohlen verringern durch ihr hohes Widerstandsmoment die Verformungen der Kombiwand.
Die Tragbohlen ähneln in ihren Abmessungen den im Bauwesen üblichen I-Trägern, die Ränder der Flansche sind allerdings entsprechend angepasst, um eine dichte Schlossverbindung mit den Zwischenbohlen herstellen zu können.

## Geschichte
Bereits die Römer verwendeten Spundwände. Bis zum 19. Jahrhundert gab es allerdings nur hölzerne Spundwände.
Die Stahl-Spundwand in der heutigen Ausführung wurde um 1880 von dem Bremer Staatsbaumeister Tryggve Larssen erfunden. Die Lebensdauer dieser Spundwand, die auch eiserne Spundwand von Larssen, nietlose eiserne Spundwand Bauart Larssen oder nach einem Hersteller Rothe Erde Spundwand genannt wurde, schätzte man Anfang des 20. Jahrhunderts auf 80 bis 100 Jahre. Zu den Herstellern gehörte unter anderem die Deutsch-Luxemburgische Bergwerks- und Hütten-AG.
Die Stahl-Spundwand bestand aus einem U-Walzprofil mit einer angenieteten Verbindungsklemme, dem Schloss. Hergestellt wurden sie beim Stahlwerk Union in Dortmund ab 1902, und als sie sich als erfolgreich erwiesen, erhielt Larssen 1904 ein Patent. 1902 wurde die erste Spundwand als Ufereinfassung im Hohentorshafen in Bremen eingerammt, wo sie noch heute steht. In der Zeit von 1914 bis 1921 wurde das Spundwandprofil mit Schloss entwickelt und seither aus einem Stück gewalzt. In Konkurrenz zum U-Profil erfand Baudirektor Lamp 1912 das Z-Profil, das zuerst in Luxemburg hergestellt wurde, ab 1926 in modifizierter Form auch bei Hoesch in Dortmund.